# Роберт Гадоха
Роберт Гадоха (пол. Robert Gadocha, нар. 10 січня 1946, Краків) — колишній польський футболіст, що грав на позиції нападника.
Насамперед відомий виступами за «Легію», у складі якої став дворазовим чемпіоном Польщі та володарем Кубка Польщі, а також національну збірну Польщі, разом з якою став Олімпійським чемпіоном 1972 року та бронзовим призером чемпіонату світу 1974 року.

## Клубна кар'єра
Роберт Гадоха — вихованець краківського клубу «Гарбарня». Після одного сезону, проведеного в краківському «Вавелі», Гадоха перейшов в варшавську «Легію», у складі якої йому вдалося двічі виграти чемпіонат (в сезонах 1968/69 і 1969/70) і стати володарем Кубку Польщі в 1973. Разом з «Легією» доходив до півфіналу КЄЧ 1969/70. Більшість часу, проведеного у складі «Легії», був основним гравцем атакувальної ланки команди, взявши участь у 206 матчах чемпіонату.. У складі «Легії» був одним з головних бомбардирів команди, маючи середню результативність на рівні 0,35 голу за гру першості.
Своєю грою за цю команду привернув увагу представників тренерського штабу клубу «Нант», до складу якого приєднався 1975 року. Відіграв за команду з Нанта наступні два сезони своєї ігрової кар'єри. Граючи у складі «Нанта» через травми не завжди виходив на поле в основному складі команди. У сезоні 1976/77 став чемпіоном Франції.
1978 року виїхав до США, де грав за клуб NASL «Чикаго Стінг», а у 1980–1981 роках виступав за шоубольний клуб «Гартфорд Гелліонс».

## Виступи за збірну
Роберт Гадоха дебютував в збірній Польщі 28 липня 1967 року в матчі проти збірної Радянського Союзу. У складі національної команди став Олімпійським чемпіоном у 1972, на тому турнірі забив Гадоха 6 м'ячів. Через два роки у складі збірної став третім призером чемпіонату світу 1974 року. Роберту жодного разу не вдалося забити на полях ФРН, але він віддав 7 результативних передач, а в кінці року був названий газетою «Sport» найкращим футболістом року. Останній матч у складі збірної Польщі зіграв 26 жовтня 1975 року в відбірковому турнірі чемпіонату Європи 1976 року проти збірної Італії. Всього за збірну Польщі Роберт Гадоха провів 62 матчі та забив 16 м'ячів.

## Титули і досягнення
- Чемпіон Польщі (2):

«Легія»: 1968/69, 1969/70
- Володар Кубка Польщі (1):

«Легія»: 1973
- Чемпіон Франції (2):

«Нант»: 1976/77
- Олімпійський чемпіон (1):

Польща: 1972
- Бронзовий призер чемпіонату світу: 1974

### Індивідуальні
- Футболіст року в Польщі за версією газети «Sport»: 1974